# James Wilfred Estey
James Wilfred (Bill) Estey (1er décembre 1889 - 22 janvier 1956) est un avocat, homme politique et juriste canadien.

## Biographie
Né à Keswick Ridge, dans le Nouveau-Brunswick, il est le fils de Byron Leslie Estey et Sarah Ann Kee, il reçoit un Baccalauréat ès Arts de l'Université du Nouveau-Brunswick en 1910 et un Baccalauréat en Droit de l'Université Harvard en 1915. En 1917, il est inscrit au barreau de la Saskatchewan et fonde le cabinet d'Estey, Moxon, Schmitt & McDonald. Il pratique le droit en tant que procureur de la Couronne jusqu'en 1929, à Saskatoon. Il enseigne également le droit et l'économie à l'Université de la Saskatchewan.
En 1934, il est élu à l'Assemblée législative de la Saskatchewan pour le Parti libéral de la Saskatchewan. De 1934 à 1941, il est le ministre de l'Éducation. De 1939 à 1944, il est avocat général.
Il est nommé à la Cour Suprême du Canada le 6 octobre 1944 et sert jusqu'à sa mort en 1956. Il est le deuxième juge à venir de la Saskatchewan (le premier est John Henderson Lamont) et succède à Sir Lyman Poore Duff.
Il est le père de Willard Estey, qui est aussi un juge de la Cour Suprême du Canada. Il est chrétien baptiste et abstème.